# Нгуму, Натан
Ната́н Нгуму́ Минпо́ль (фр. Nathan Ngoumou Minpole; род. 14 марта 2000, Тулуза, Франция) — камерунский и французский футболист, полузащитник клуба «Боруссия» (Мёнхенгладбах) и сборной Камеруна.

## Клубная карьера
Нгуму — воспитанник клуба «Тулуза». 24 мая 2019 года в матче против «Дижона» он дебютировал в Лиге 1. По итогам сезона клуб вылетел из элиты, но Нгуму остался в клубе. 22 августа 2020 года в матче против «Дюнкерка» он дебютировал в Лиге 2. 11 января 2021 года в поединке против «Кана» Натан забил свой первый гол за «Тулузу». 

## Международная карьера
В 2019 года в составе юношеской сборной Франции Нгуму принял участие в юношеском чемпионате Европы в Армении. На турнире он сыграл в матчах против команд Чехии, Ирландии и Норвегии.